# Synagoge (Oezjhorod)
De Synagoge van Oezjhorod is een voormalige synagoge in de Oekraïense stad Oezjhorod. Het gebouw bevindt zich in het centrum van de stad aan de noordoever van de Oezj en doet dienst als concertzaal.
Het gebouw is ontworpen door de architecten Gyula Papp en Ferenc Szabolcs in neo-Byzantijnse stijl met neo-Moorse elementen. De synagoge werd voltooid en ingewijd op 27 juli 1904, toen Oezjhorod deel uitmaakte van de dubbelmonarchie Oostenrijk-Hongarije. Het verving een oudere synagoge uit 1794.
In april 1944 werden de ongeveer 25.000 joden van Oezjhorod en omgeving opgesloten op een fabrieksterrein buiten de stad en drie weken later gedeporteerd naar Auschwitz.
In 1947 schonken de Sovjet-autoriteiten het gebouw aan het ministerie van Cultuur van de USSR en werd het gebouw omgebouwd naar een concertzaal, waarbij de joodse symbolen werden verwijderd. Om een concertzaal te creëren, werden de galerijen verwijderd en werd de glazen koepel vervangen door een zinken dak. De stenen tafels boven de gevel werden vervangen door een lier. In 2012 werd een plaquette geplaatst ter nagedachtenis aan de 85.000 Joden uit de regio Transkarpaten die tijdens de holocaust zijn omgekomen.